# Energisa Sergipe
A Energisa Sergipe, anteriormente conhecida como Companhia Energética de Sergipe (Energipe) é uma empresa concessionária de distribuição de energia elétrica. 

## História
Foi fundada no dia 3 de junho de 1959, através da Lei Estadual n° 943. O início da Energisa Sergipe se deu após a privatização da Companhia Energética de Sergipe no final de 1997, através de leilão em que o Grupo Cataguases-Leopoldina arrematou a empresa.
Em 2008 o Grupo Cataguases-Leopoldina adotou uma nova marca e passou a se chamar Grupo Energisa e, com isso, a Energipe passou a se chamar Energisa Sergipe.

## Área de concessão
A Energisa Sergipe atende 63 municípios do Estado de Sergipe. Isso corresponde a uma área de 17 486 km quadrados e a mais de 784 000 clientes. 